# 小行星9300
小行星9300（英語：9300 Johannes）是一颗围绕太阳公转的小行星。1985年8月14日，愛德華·鮑威爾在可可尼诺县发现了此天体。
这颗小行星的绝对星等为224.524132154073等。